# Conquest Earth
Conquest Earth est un jeu vidéo de stratégie en temps réel développé par Data Design Interactive et publié par Eidos Interactive le 31 août 1997 sur PC. Le jeu se déroule dans un futur de science-fiction dans lequel une sonde spatiale révèle que Jupiter est habitée par des extraterrestres, qui se lancent alors à la conquête de la Terre. Son système de jeu est dans la continuité des précédents jeux du genre, dont notamment Alerte rouge, dans lesquels le joueur doit gérer ses ressources, développer sa base et créer une armée pour combattre ses ennemis. Il se distingue cependant de ses modèles par une plus grande différenciation entre les deux factions disponibles. Le choix d’incarner les habitants de la Terre ou ceux de Jupiter influent en effet sur les unités dont le joueur dispose, mais également sur ses mécanismes de jeu et sur son interface graphique.

## Trame
Conquest Earth se déroule dans un futur de science-fiction dans lequel une sonde spatiale envoyé vers Jupiter par les Américains révèle l’existence d’une race d’extraterrestres, dont le corps est principalement composé de gaz et ayant la capacité de prendre la forme qu’ils souhaitent. Ces derniers interprètent cependant l’arrivée de la sonde comme une agression et en 2015, ils se lancent dans une entreprise de conquête et de terraformation de la Terre,.

## Système de jeu
Conquest Earth est un de jeu de stratégie en temps réel dans la lignée de Command and Conquer et Alerte rouge . Comme dans ces derniers, le joueur doit gérer ses ressources et développer sa base pour créer une armée afin de combattre ses adversaires. Le jeu se distingue cependant de ses modèles par une plus grande différenciation entre les deux factions disponibles. Le choix d’incarner les habitants de la Terre ou ceux de Jupiter influent en effet sur les unités dont le joueur dispose, mais également sur ses mécanismes de jeu et sur son interface graphique. Les terriens disposent ainsi d'infanterie, de chars d’assaut, d'hélicoptères et d'avions alors que les extraterrestres ne possèdent qu'une seule unité capable de se transformer, seule ou à plusieurs, en différents types d'engin de guerre ou de vaisseau spatial,. Plutôt que sur la production massive de troupes, le jeu se focalise en outre sur la gestion d’un nombre réduit d’unités, qui ont ainsi plus d’importance et que le joueur peut notamment soigner ou réparer. Son interface propose enfin de nouvelles options, absentes de jeux comme Alerte rouge, qui permettent notamment au joueur de baliser le chemin qu’une unité doit parcourir, de contrôler directement une unité (comme dans un jeu d'action) ou de suivre l’action à différents endroits de la carte via des écrans de surveillance,.
Conquest Earth propose deux modes de jeu solo. Le mode missions est un enchaînement de scénario similaire aux campagnes de Warcraft II ou de Command and Conquer. Le mode campagne offre de son côté une vue complète de la Terre et permet au joueur de gérer ses ressources, son développement technologique et ses troupes qu'il peut choisir d'envoyer à différents endroits du globe en fonction de ses objectifs,. Il propose également un mode multijoueur qui permet de jouer à deux par modem et jusqu'à huit joueurs en réseau local ou sur Internet.

## Développement
Le studio anglais Data Design Interactive commence à développer Conquest Earth en 1995 avec pour objectif de réaliser un jeu de stratégie en temps réel dans la lignée de Command and Conquer, sorti la même année, tout en y intégrant les éléments que les joueurs auraient souhaités trouver dans ce dernier, dont une plus grande différenciation entre les deux factions. Pour réaliser les décors du jeu, les graphistes du studio s’appuient sur des photographies, qui sont ensuite retouchées, afin de conserver au maximum les nuances des différentes textures. La musique du jeu est composée par le groupe de techno britannique Eat Static.
Conquest Earth est publié par Eidos Interactive en 1997 sur PC (MS-DOS et Windows 95).

## Accueil
| Conquest Earth        |      |       |
| Média                 | Pays | Notes |
| Computer Gaming World | US   | 2/5   |
| GameSpot              | US   | 41 %  |
| Gen4                  | FR   | 1/5   |
| Joystick              | FR   | 45 %  |
| PC Gamer UK           | GB   | 77 %  |
| PC Jeux               | FR   | 69 %  |

À sa sortie, Conquest Earth est très critiqué par le journaliste Mark Clarkson du magazine Computer Gaming World qui a du mal à imaginer comment un jeu avec tellement de qualité peut à ce point être déplaisant. Il estime en effet que le jeu propose « de nombreuses idées originales » et « des fonctionnalités intéressantes », dont notamment des graphismes de qualité, des différences significatives entre les factions, deux modes solo et la possibilité de prendre directement le contrôle d’une unité, mais qu’il est « néanmoins décevant ». Pour expliquer cet échec, il note tout d’abord que son interface en pointer-et-cliquer est « impossible à utiliser », ce qui oblige le joueur à se rabattre sur l’utilisation des raccourcis clavier, et que si l’idée d’une interface spécifique pour les extraterrestres est intéressante, celle-ci n’est pas du tout intuitive. Il ajoute que par défaut, les unités restent sur place, ne ripostent pas et ne font rien sans ordre explicite, ce qui les rend très difficiles à contrôler. Il explique également qu’il nécessite une très bonne configuration, que ses graphismes sont inégaux, ses musiques bruyantes et répétitives et ses dialogues limités et peu inspiré avant de conclure qu’y jouer se révèle être « une corvée ». Conquest Earth est également jugé décevant par le journaliste du magazine Gen4 qui explique qu’avec son « concept original » et ses « graphismes éblouissant », le jeu était « prometteur », mais que « la version finale n’est pas à la hauteur ». Il note en effet que s’il est plutôt beau, il nécessite une très bonne configuration et s’avère « simplement injouable », du fait de son interface mal conçue. Il souligne également son côté répétitif et le fait que même son mode campagne se révèle pénible et trop difficile, avant de conclure qu’il s’agit d’un jeu « à oublier ». Le journaliste du magazine Joystick juge également qu’il constitue « une très grande déception » et explique que s’il promettait d’être dans le peloton de tête des jeux de stratégie en temps réel, « il n’est au final qu’un navet mal dégrossi ». Il estime en effet qu’il est ennuyeux et plein de bugs, que son interface est catastrophique, que son pathfinding est ahurissant et que ses temps de chargement son très long.